# Gouvernement Gorbach I
 (août 2023).
Si vous disposez d'ouvrages ou d'articles de référence ou si vous connaissez des sites web de qualité traitant du thème abordé ici, merci de compléter l'article en donnant les références utiles à sa vérifiabilité et en les liant à la section « Notes et références ».
IIe République d'Autriche
Raab IV Gorbach II
Le gouvernement Gorbach I (en allemand : Bundesregierung Gorbach I) est le gouvernement fédéral autrichien entre le 11 avril 1961 et le 20 novembre 1962, durant la neuvième législature du Conseil national.

## Majorité et historique
Dirigé par le nouveau chancelier fédéral conservateur Alfons Gorbach, ce gouvernement est constitué et soutenu par une « grande coalition » entre le Parti populaire autrichien (ÖVP) et le Parti socialiste d'Autriche (SPÖ), qui disposent ensemble de 157 députés sur 165, soit 95,2 % des sièges au Conseil national.
Il est formé à la suite de la démission du chancelier Julius Raab, au pouvoir depuis 1953, et du gouvernement Raab IV. Aux élections législatives anticipées du 10 mai 1959, le mauvais score de l'ÖVP (deuxième en voix, premier en siège) avait conduit le parti à mener une opération de renouvellement, ce qui s'est notamment traduit par l'élection de Gorbach, troisième président du Conseil national, en remplacement de Raab.
Finalement, le gouvernement ne va pas au terme de son mandat et convoque des élections anticipées le 18 novembre 1962. Au cours de ce scrutin, l'ÖVP redevient le premier parti du pays et rate de seulement deux sièges la majorité absolue. La grande coalition est alors reconduite et le gouvernement Gorbach II constitué.

## Composition
- Les nouveaux ministres sont indiqués en gras, ceux ayant changé d'attributions en italique.

| Fonction                                             | Titulaire | Titulaire        | Parti |
| ---------------------------------------------------- | --------- | ---------------- | ----- |
| Chancelier fédéral                                   |           | Alfons Gorbach   | ÖVP   |
| Vice-chancelier                                      |           | Bruno Pittermann | SPÖ   |
| Ministre fédéral des Affaires étrangères             |           | Bruno Kreisky    | SPÖ   |
| Ministre fédéral de la Protection sociale            |           | Anton Proksch    | SPÖ   |
| Ministre fédéral des Finances                        |           | Josef Klaus      | ÖVP   |
| Ministre fédéral de l'Intérieur                      |           | Josef Afritsch   | SPÖ   |
| Ministre fédéral de la Justice                       |           | Christian Broda  | SPÖ   |
| Ministre fédéral de l'Agriculture et des Forêts      |           | Eduard Hartmann  | ÖVP   |
| Ministre fédéral des Transports et de l'Électricité  |           | Karl Waldbrunner | SPÖ   |
| Ministre fédéral de la Défense nationale             |           | Karl Schleinzer  | ÖVP   |
| Ministre fédéral de l'Enseignement                   |           | Heinrich Drimmel | ÖVP   |
| Ministre fédéral du Commerce et de la Reconstruction |           | Fritz Bock       | ÖVP   |